# Robyn
Robin Miriam Carlsson (Estocolmo, 12 de junho de 1979), mais conhecida pelo nome artístico Robyn, é uma cantora, compositora, produtora musical e DJ sueca. Ela chegou à cena musical com seu álbum de estréia em 1995 Robyn Is Here, que produziu dois singles entre os 10 melhores da Billboard Hot 100: "Do You Know (What It Takes)" e "Show Me Love". Seus segundo e terceiro álbuns, My Truth (1999) e Don't Stop the Music (2002), foram lançados na Suécia. Robyn voltou ao sucesso internacional com o seu quarto álbum, Robyn (2005), que lhe valeu uma indicação ao Grammy Award. O álbum gerou os singles "Be Mine!" e o número um do Reino Unido "With Every Heartbeat". Robyn lançou uma trilogia de mini-álbuns em 2010, conhecida como a série Body Talk. Eles receberam amplos elogios da crítica, três indicações ao Grammy Award e produziram três singles que alcançaram o Top-10, sendo eles: "Dancing on My Own", "Hang with Me" e "Indestructible". Robyn seguiu isso com dois EPs colaborativos: Do It Again (2014) com Röyksopp e Love Is Free (2015) com La Bagatelle Magique. Em 2018, Robyn lançou o seu oitavo álbum a solo Honey, tendo este sido aclamado pela crítica em geral.

## Carreira musical

### 1991—93: Início
Em 1991, aos doze anos de idade, Robyn gravou a música tema para um show da televisão sueca: Lilla Sportspegeln, chamado Du kan alltid bli nummer ett (Você pode ser sempre o número um). Ela cantou sua primeira música nessa idade, em outro programa de televisão: Söndagsöppet.
Robyn foi redescoberta pela cantora pop sueca Meja no início dos anos noventa. Meja e sua banda, Legacy of Sound visitaram a escola de Robyn, onde eles estavam envolvidos em uma oficina musical. As performances de Robyn impressionaram Meja ao ponto dela chamar seu empresário e fazer uma reunião com Robyn e seus pais. Após a conclusão de seu ensino médio, Robyn assinou um contrato com a Ricochet Records sueca, uma subsidiária da BMG, onde ela trabalhou com os produtores Max Marin e Denniz Pop. Os direitos pelas composições foram assinados por Ulf Lindstrom e Johan Ekhé, que também ajudaram a produzir o álbum, e eles permanecerem com Robyn até o álbum ficar pronto, Don't Stop the Music, em 2003.

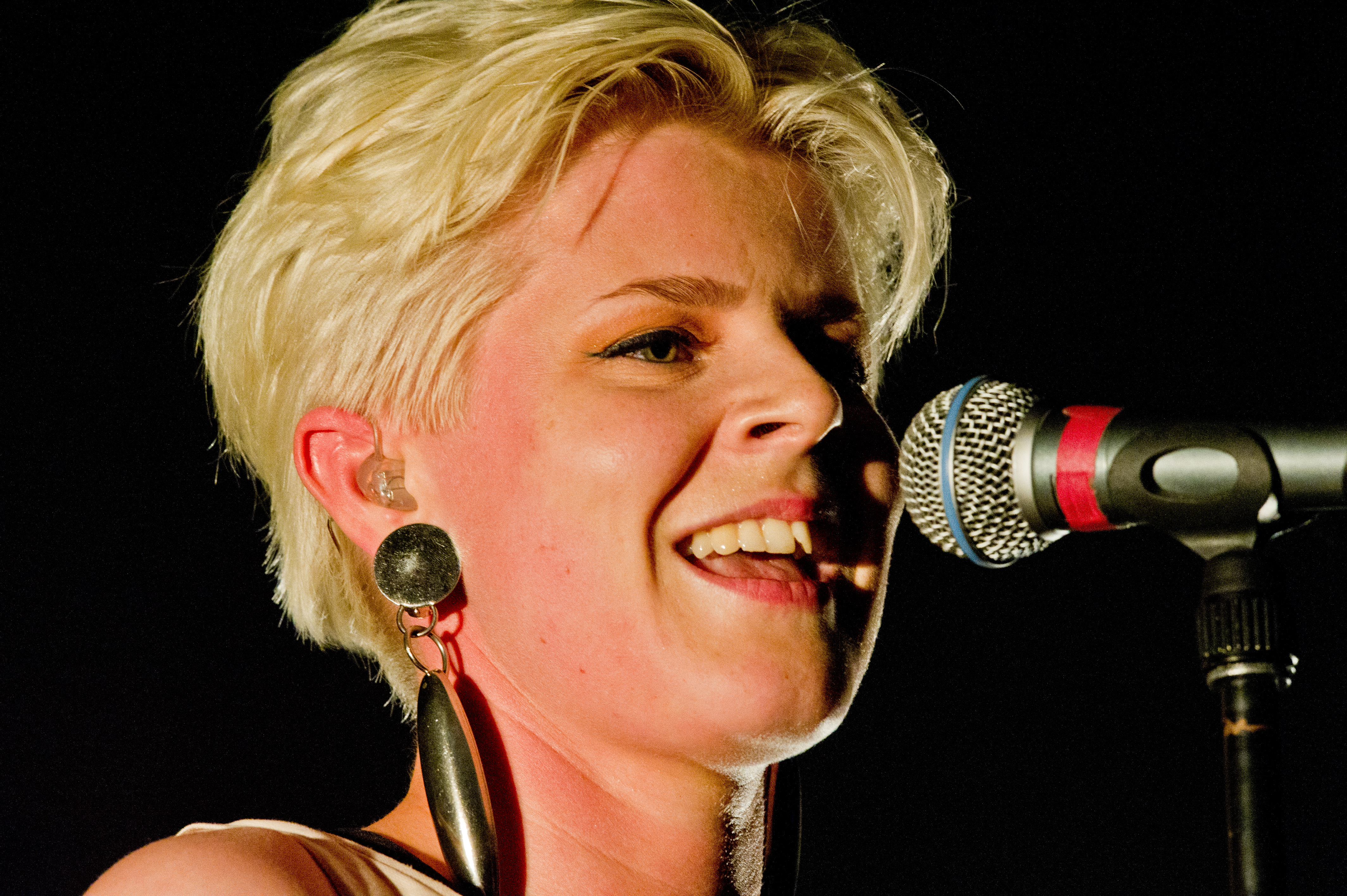
Robyn no Festival Roskilde, em 2010

### 1994—97:Robyn Is Here
Robyn começou sua carreira na indústria da música pop aos dezesseis anos. Ela assinou um contrato com a RCA Records em 1994, liberando seu primeiro single, "You've Got That Somethin'", em sueco. Posteriormente, no mesmo ano, sua fama na Suécia veio com seu single "Do You Really Want Me". Esses singles tornaram-se parte do seu álbum Robyn Is Here, liberado em outubro de 1996. Robyn entrou para a pré-seleção sueca para o Festival Eurovisão da Canção 1997, como participação na composição e produção da música "Du gör mig hel igen", que foi interpretada por Cajsalisa Ejemyr. No Melodifestivalen 1997, a música terminou na quarta posição.
O reconhecimento nos Estados Unidos veio em 1997, quando os singles dance-pop "Show Me Love" e "Do You Know (What It Takes)", entraram para o top dez na Billboard Hot 100. Ela se apresentou no programa infantil All That em 1997, cantando "Show Me Love", promovendo ainda mais sua popularidade nos Estados Unidos. Suas músicas também foram bem aceitas no Reino Unido. Robyn também lançou "Do You Really Want Me" internacionalmente, mas não se saiu tão bem como as outras músicas. Nos Estados Unidos essa alcançou o número trinta e dois na Billboard Radio Songs. A música "Show Me Love" foi proeminentemente usada em 1988, no filme Fucking Amàl, de Lukas Moodysson e o título da música foi usada como título do filme nos países língua inglesa.
Como a popularidade de Robyn havia crescido mundo em torno do globo, principalmente nos Estados Unidos, ela foi diagnosticada com exaustão e rapidamente retornou à Suécia para se recuperar.

### 1998—2001:My Truth
As gravações para seu segundo álbum começaram em 1998. O álbum My Truth foi liberado em maio de 1999 na Suécia, com as consequentes liberações em todos os continentes. O single Electric foi um hit em toda a Europa e levou My Truth para a segunda posição dos álbuns mais vendidos na Suécia. My Truth foi uma autobiografia da Robyn, e incluiu as faixas "Universal Woman" e "Giving You Back", que levou À tona um aborto secreto. Apesar de seu sucesso nos Estados Unidos com Robyn Is Here, My Truth não recebeu uma liberação internacional.
Em 1999, Robyn contribuiu para a estreia do primeiro álbum solo de Christian Falk, Quel Bordel, cantando nas faixas "Remember" e "Celebration". Em 2000, ela cantou na faixa "Intro/Fristil" do álbum de Petter Askergren. Em 2001, Robyn cantou a música "Say You'll Walk the Distance" para o filme On the Line.

### 2002—04:Don't Stop The Music
Em novembro de 2002, Robyn trocou a RCA pela Jive Records e realizou o álbum Don't Stop The Music em sueco. Singles Keep This Fire Burning e Don't Stop The Music permaneceram nas playlists da Escandinávia e em muitos países da Europa.
Em maio de 2004, o álbum Robyn's Best foi liberado na América.  Esse é essencialmente um álbum condensado do seu primeiro, não contendo o material de suas últimas gravações. Em 2006, após sua saída da BMG, Det Bästa Med Robyn (O Melhor da Robyn) foi produzido em sueco. Esse incluiu o material de seus primeiros três álbuns. Notáveis omissões desse álbum foram os singles: "Don't Stop the Music" e "Keep This Fire Burning".

### 2005—08:Robyn

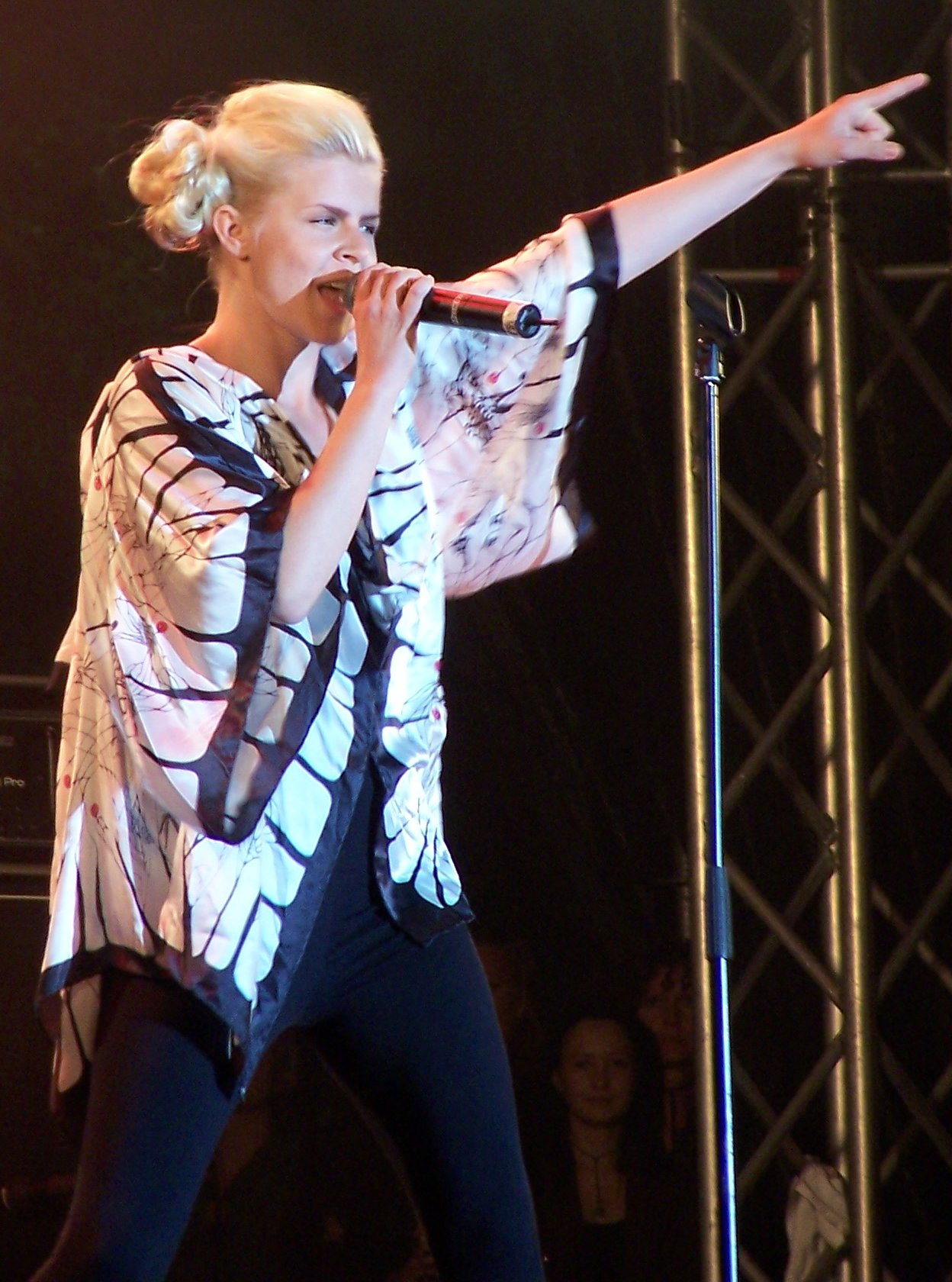
Robyn em Kalskrona, Suécia, em 2005

A longa relação entre Robyn e sua gravadora terminou em 2004. Quando eles reagiram negativamente ao "Who's That Girl?", que apresentou um novo som Electropop, então Robyn decidiu lançar músicas por si mesma. No início de 2005, ela anunciou que deixaria a Jive Records para começar sua própria gravadora. Konichiwa Records foi criada, com o objetivo de lançar artisticamente Robyn. Robyn revelou em seu site que seu novo álbum seria produzido e liberado antes do que o esperado e citou alguns de seus notáveis colaboradores para o álbum, incluindo Klas Ahlund do Teddybears STHLM, a dupla sueca The Knife, e o produtor Alexander Kronlund.
Robyn realizou o single "Be Mine!" em março de 2005. Um mês depois, seu quarto álbum studio, Robyn, tornou-se o álbum número um na Suécia. Mostrando influências de eletronica, rap, R&B e new age, Robyn recebeu elogios e deu a cantora três Grammy's Awards Suecos em 2006 por "Årets Album" (Melhor Álbum), "Årets Kompositör" (Melhor Compositor) e "Årets Pop Kvinnlig" (Melhor Cantora Pop). Também garantiu a Robyn, interesse mundial. Ela recebeu reconhecimento por sua música "Money for Nothing" de Darin Zanyar, em seu single de estreia. Robyn realizou mais três singles - "Who's That Girl?", "Handle Me" e "Crash and Burn Girl" - que provaram ser imensamente populares na Suécia.
Robyn recebeu reconhecimento com Basement Jaxx na faixa "Hey U", no álbum Crazy Itch Radio, da dupla, liberado em 2006. O ano também marcou a liberação do segundo álbum de Christian Falk: People Say, no qual Robyn contribuiu nas faixas "Dream On" e "C.C.C".
Em dezembro de 2006, Robyn produziu The Rakamonie EP no Reino Unido, como previsão do seu mais recente material. Ele foi seguido pela liberação de "Konichiwa Bitches" em março de 2007. A edição revisada de Robyn foi liberada no Reino Unido em abril de 2007, contendo duas novas faixas - "With Every Herbeat" (em colaboração com Keerup) e "Cobrastyle", junto com suas versões alteradas de músicas originais.
O segundo single liberado no Reino Unido foi "With Every Heartbeat", liberou no fim de julho e tornou-se o número um no Reino Unido. Robyn apresentou-se no programa de Jo Whiley da BBC Radio 1, Live Lounge, como reflexo de sua crescente popularidade na Grã-Bretanha. Os singles seguintes "Handle Me", "Be Mine!", "Who's That Girl?" e "Dream On", fazendo parte do top trinta. Na Austrália, onde Robyn tornou-se o top dez no iTunes Store, "With Every Hearbeat" recebeu uma atenção especial nas rádios e programas de televisão na Austrália. Também em 2007, Robyn contribuiu para o single "This One's for You" de Fleshquartet, no álbum Voices of Eden.
Konichiwa Records assinou uma licença internacional com a Universal Music Group, para lançar e distrubuiu a música de Robyn globalmente. Liberações no Reino Unido foram feitas pela Island Records. The Rakamonie Ep foi liberada em janeiro de 2008 pela Cherrytree Records, uma subsidiária da Interscope e nos Estados Unidos a edição de Robyn foi lançada em abril de 2008. "With Every Heartbeat", "Handle Me" e "Cobrastyle" tornaram-se parte do top ten dos hits, sendo tocados diversas vezes nas estações de rádios pop. Robyn tornou-se conhecida nos Estados Unidos em 2007, quando Britney Spears lançou o single "Piece of Me", que continha backing vocal de Robyn. Ela também fez participação no remix de "Sexual Eruption", do rapper Snoop Dogg.
Robyn realizou uma pequena turnê pelos Estados Unidos para promover Robyn, tendo o suporte de Sticky & Sweet Tour, da Madonna, na Europa, em 2008.

### 2009-13:Body Talk
Em janeiro de 2009, Robyn venceu o Grammy Award Sueco por Melhor Performance ao Vivo em 2008. Ao ir receber o prêmio, ela disse que deveria agradecer a Madonna por ter vencido o prêmio.
Robyn declarou ao site do jornal Aftonbladet, que ela desejava começar a gravar um novo álbum no início de 2009 e que ela iria novamente trabalhar com muitos produtores, como Keerup (de With Every Heartbeat) como também Klas Åhlund, que trabalhou com ela em Robyn.

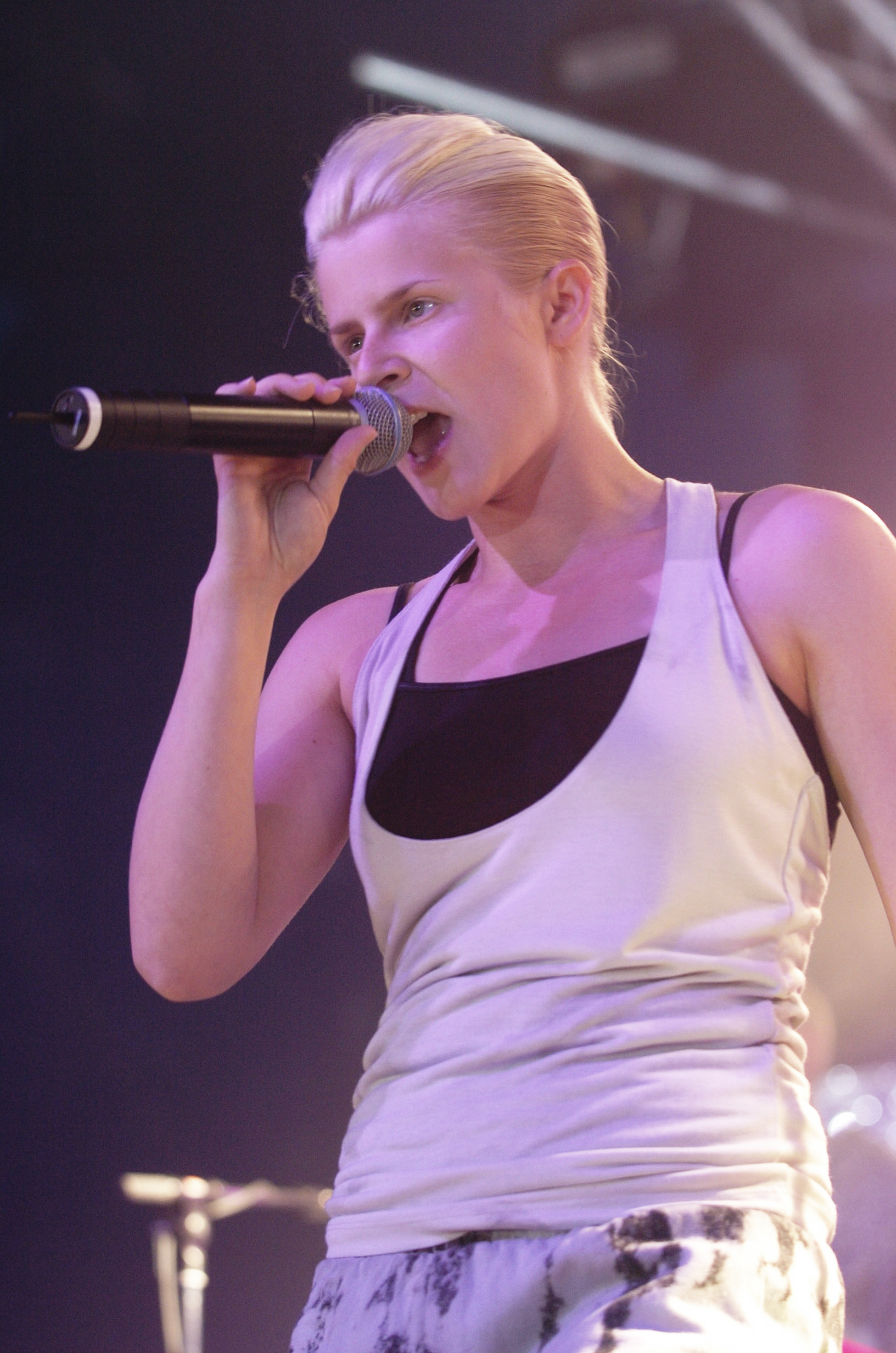

Robyn foi destaque na estreia do álbum Junior, de Röyksopp em 2009, na Noruega, com "The Girl and the Robot". A música foi acompanhada por um vídeo mostrando a artista. Ela alcançou a segunda posição nas paradas da Noruega. No mesmo ano, ela apreceu junto com o artista pop internacionalmente famoso Dr. Alban, no Way Out West 2009, cantando o single "No Coke".
Em março de 2010, Robyn apareceu na série da televisão sueca Dom kallar oss artister. Ela disse que seu objetivo era lançar um novo álbum em junho. Ela também disse que o novo álbum seria muito pessoal, igual um diário. A lista de faixas foi confirmada, incluindo: "Don't Fucking Tell Me What do To", que foi composta por Robyn e Klas Åhlund, "None of Dem", com Röyksopp, "Dancehall Queen" com Diplo, "Fembot" e "Dancing on My Own", dela com Patrik Berger.
Em uma entrevista para a revista sueca Bon, Robyn anunciou que ela planejada lançar três novos álbuns em 2010. O primeiro seria lançado na primavera, com os outros dois lançados no verão e outono/inverno. Em maio, Robyn disse em outra entrevista com a Stereogum, "Eu penso que esta divisão de um álbum completo em diferentes lançamentos é, de certa forma, como as pessoas escutam as músicas. É mais sobre músicos dessa vez. Mas para mim, isso não é um EP ou uma versão menor de um álbum "tradicional". Essa é um álbum, mas não é um com um tamanho convencional[...]".
Para promover o álbum que estava por vir, Robyn lançou as músicas "Fembot", "Dancehall Queen" e "None of Dem" (com Röyksopp), como singles promocionais em 13 de abril de 2010.
Robyn lançou a primeira parte da série Body Talk, Body Talk Pt.1 em 14 de junho de 2010, nos países Nórdicos pela EMI e em 15 de junho nos Estados Unidos pela Interscope. Isso foi precedido pelo single "Dancing on My Own", dia 1 de junho de 2010. A música tornou-se o hit número um na Suécia e o quarto no top ten do Reino Unido e dos Estados Unidos. Tornou-se também o número oito na UK Singles Chart e o número três na Billboard Dance/Club Play Songs da Billboard. Em julho de 2010, ela cantou o trabalho electro minimalista "Try Sleeping with a Broken Heart" de Alicia Keys em uma performance ao vivo ha iheartradio.
Robyn embarcou na turnê All Hearts, entre julho e agosto de 2010, com a cantora americana Kelis, apresentando-se também, em quatro datas, no Reino Unido, ao fim de outubro.
Em 6 de setembro de 2010, Body Talk Pt. 2 foi lançado no Reino Unido. Ele foi precedido por um single, uma versão dançante da música "Hang with Me", de Body Talk Pt.1, em 5 de setembro. O álbum contém um dueto com o rapper americano Snoop Dogg, "U Should Know Better", Robyn apareceu e cantou "Dancing on My Own" com Deadmau5 no MTV Video Music Awards de 2010, em 12 de setembro de 2010.
Em uma entrevista para a BBC Newsbeat, Robyn refletiu sobre sua decisão de lançar uma trilogia de álbuns em um ano, "Isso foi uma coisa que eu senti a necessidade de fazer. Eu nunca pensei sobre o fato das vendas serem maiores ou não, desse jeito. Eu fiz desse jeito para mim. É uma maneira de eu ficar mais inspirada e ser capaz de fazer as coisas que eu gostaria de fazer". Ela disse que não lançará três álbuns em apenas um ano novamente, "Quando você faz 16 ou 13 músicas de uma vez só, você sente-se vazia e leva-se tempo para esse espaço ser preenchido, então eu acho que isso é bom para todos".
Robyn anunciou o lançamento de um single, "Indestructible", em 13 de outubro de 2010. Uma versão acústica apareceu na prévia de seu álbum, Body Talk Pt. 2. A música foi lançada dia 17 de novembro de 2010 na Escandinávia e dia 22 de novembro no Reino Unido. Em 20 de outubro de 2010, Robyn anunciou detalhes de Body Talk em seu website oficial, junto da lista de faixas e o trabalho artístico Ela descreveu o álbum como a "versão turbo de Body Talk", as it includes five songs from each previous Body Talk álbum along with five new songs.". Ela descreveu o álbum como "versão turbo de Body Talk". Robyn trabalhou em companhia de Max Martin para fazer a música "Time Machine". Martin também foi responsável pela produção do hit "Do You Know (What It Takes)" e "Show Me Love", que permaneceram na top dez da Billboard em 1996 e 1997.
Em 2010, Robyn apareceu como convidada em "War at the Roses", em um episódio de Gossip Girl, onde ela cantou uma versão acústica de "Hang With Me". "Dancing My Own" também foi interpretada, ao fim do episódio.

### 2017-presente:Honey
Em 2014, somente, lançou com o duo Royksopp, com quem já havia trabalhado, um mini-álbum entiltulado Do It Again contando com cinco faixas inéditas. Em 2018, revelou estar se preparando para o lançamento de seu novo álbum para o mesmo ano. Em 1 de agosto de 2018, Robyn lançou "Missing U", seu single de retorno á carreira musical onde ela fala na letra que sentia falta de seus fãs. Robyn anunciou que o novo álbum, intitulado Honey será lançado em 26 de outubro de 2018. A cantora fez o anúncio através do Twitter e revelou as parcerias presentes no novo projeto. 

## Discografia
- Robyn Is Here (1995)
- My Truth (1999)
- Don't Stop The Music (2002)
- Robyn (2005)
- Body Talk Pt.1 (2010)
- Body Talk Pt.2 (2010)
- Body Talk (2010)
- Honey (2018)